# Pseudobradya attenuata
Pseudobradya attenuata är en kräftdjursart som beskrevs av Sars 1920. Pseudobradya attenuata ingår i släktet Pseudobradya och familjen Ectinosomatidae. Arten är reproducerande i Sverige. Inga underarter finns listade i Catalogue of Life.